# Choix de Hobson
Un choix de Hobson (en anglais : Hobson's choice) désigne un choix libre dans lequel une seule chose est réellement proposée. L'expression est souvent utilisée pour décrire l'illusion que plusieurs choix sont possibles. Le choix de Hobson le plus connu est « Je te donne le choix : à prendre ou à laisser », où « laisser » est fortement indésirable.
L'origine de cette expression remonterait à Thomas Hobson (1544-1631), propriétaire d'une écurie de livrée (en) à Cambridge, en Angleterre, qui proposait à ses clients de prendre le cheval de son box le plus proche de la porte ou de ne pas en prendre du tout.

## Origines

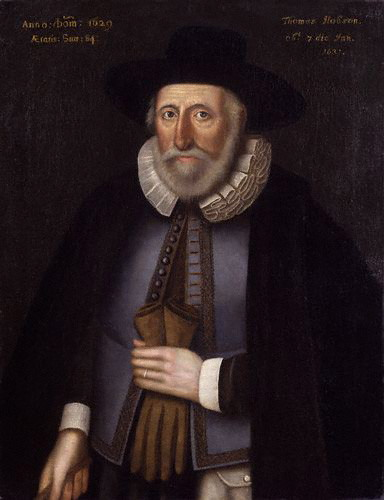
Portrait de Thomas Hobson à la National Portrait Gallery, Londres.

Selon une plaque apposée sous une peinture de Hobson offerte au Cambridge Guildhall (en), Hobson disposait d'une vaste écurie d'une quarantaine de chevaux. Cela donnait l'impression à ses clients qu'en entrant, ils auraient le choix de leur monture, alors qu'en fait il n'y en avait qu'une seule : Hobson exigeait de ses clients qu'ils prennent le cheval dans le box le plus proche de la porte. L'écurie de Hobson était située sur un terrain qui appartient aujourd'hui au St Catharine's College.

## Premières apparitions écrites
Selon l'Oxford English Dictionary, la première utilisation écrite connue de cette expression se trouve dans The rustick's alarm to the Rabbies, écrit par Samuel Fisher (en) en 1660 :

« If in this Case there be no other (as the Proverb is) then Hobson's choice...which is, choose whether you will have this or none. »

— Samuel Fisher, The rustick's alarm to the Rabbies
Elle apparaît également dans le journal de Joseph Addison, The Spectator (n° 509 du 14 octobre 1712), et dans le poème de Thomas Ward de 1688 intitulé England's Reformation, qui n'a été publié qu'après la mort de Ward.

## Utilisation moderne
L'expression « choix de Hobson » est souvent utilisée pour désigner une illusion de choix, mais il ne s'agit pas d'un choix entre deux options équivalentes, comme par exemple une fourchette de Morton, ou d'un choix entre deux options indésirables, ce qui est un dilemme. Le choix de Hobson est un choix entre quelque chose ou rien.